# A Voz do Artista (Coimbra)
A Voz do Artista foi um jornal publicado semanalmente em Coimbra entre 29 de agosto de 1884 e 27 de maio de 1888.
Este jornal esteve ligado ao Associativismo Operário, como defensor da classe operária.